# Trypanrot
Trypanrot ist ein Derivat des roten Azofarbstoffs Benzopurpurin.

## Geschichte
Paul Ehrlich testete 1901 über 100 synthetische Farbstoffe auf ihre Wirkung gegen den Erreger Trypanosoma equinum, der die Krankheit Mal de Caderas bei Einhufern verursacht, und Trypanosoma brucei, das Nagana auslöst. Die einzige Substanz, die eine trypanocidale Aktivität zeigte, war Naganarot, ein Benzopurpurin. Die Effizienz war allerdings schlecht, vermutlich aufgrund der geringen Wasserlöslichkeit. Im Auftrag von Ehrlich synthetisierte 1903 Ludwig Benda von der Cassella Farbwerke als besser wasserlösliches Derivat des Naganarots mit einer weiteren Sulfonsäuregruppe das Trypanrot. Gegen Trypanosoma equinum ist diese Substanz wirksam, nicht aber gegen andere Trypanosomen.